# كاورو
كاورو (باليابانية: 薫) هو موسيقي وملحن وعازف قيثارة ياباني، ولد في 17 فبراير 1974 في هيوغو في اليابان.

## وصلات خارجية
- الموقع الرسمي
- كاورو على موقع IMDb (الإنجليزية)
- كاورو على موقع ميوزك برينز (الإنجليزية)
- كاورو على موقع قاعدة بيانات الفيلم (الإنجليزية)